# Gonia auriceps
Gonia auriceps là một loài ruồi trong họ Tachinidae.